# Sandra Klemenschits
Sandra Klemenschits (Salzburg, 13 de Novembro de 1982) é uma ex-tenista profissional austríaca.
Conquistou um WTA de duplas, sendo o forte esta categoria. Chegou à posição de 55ª duplista do mundo.
Aposentou-se em 2016. O último jogo foi no país natal, no torneio de Linz.

## WTA finais

### Duplas: 3 (1 título, 2 vice)
| Campeã — Legenda                             |
| -------------------------------------------- |
| Grand Slam (0–0)                             |
| WTA Tour (0–0)                               |
| Tier I / Premier Mandatory & Premier 5 (0–0) |
| Tier II / Premier (0–0)                      |
| Tier III, IV & V / International (1–2)       |

| Titulos por Piso |
| ---------------- |
| Duro (0–1)       |
| Saibro (1–1)     |
| Grama (0–0)      |
| Carpete (0–0)    |

| Posição | N. | Data          | Torneio                                                 | Piso   | Parceira             | Oponente                              | Placar   |
| ------- | -- | ------------- | ------------------------------------------------------- | ------ | -------------------- | ------------------------------------- | -------- |
| Vice    | 1. | 21 Maio 2005  | İstanbul Cup, Istanbul, Turquia                         | Duro   | Daniela Klemenschits | Marta Marrero Antonella Serra Zanetti | 4–6, 0–6 |
| Vice    | 2. | 24 Abril 2011 | Grand Prix SAR La Princesse Lalla Meryem, Fes, Marrocos | Saibro | Nina Bratchikova     | Andrea Hlaváčková Renata Voráčová     | 3–6, 4–6 |
| Campeã  | 1. | 21 Julho 2013 | Gastein Ladies, Bad Gastein, Áustria                    | Saibro | Andreja Klepač       | Kristina Barrois Eleni Daniilidou     | 6–1, 6–4 |